# Callichroma omissum
Callichroma omissum é uma espécie de coleóptero da tribo Callichromatini (Cerambycinae); com distribuição do Espírito Santo a Santa Catarina (Brasil).